# Плексеп Енн Прокопович
Енн (Олексій) Прокопович Плексеп (23 березня 1910, село Серпово волості Саатсе Печорського (Петсерського) повіту Псковської губернії, тепер Псковської області, Російська Федерація — 1993, Естонія) — радянський естонський діяч, наймит, секретар Рауднаської організації КП(б) Естонії, Рауднаський волосний старшина. Депутат Верховної Ради СРСР 1-го скликання (1941—1946).

## Життєпис
Народився в багатодітній бідній селянській родині. Закінчив чотири класи початкової сільської школи.
З дитячих років пас худобу, працював на лісових розробках у волості Хуммулі та у Валгаському повіті. З 1926 по 1931 рік — чорнороб на будівництвах. З 1931 року наймитував у заможних селян.
Активно підтримував окупацію Естонії радянськими військами, був обраний членом правління профспілки сільськогосподарських робітників Рауднаського відділення.
Член ВКП(б) з серпня 1940 року.
У 1940—1941 роках — секретар Рауднаської організації КП(б) Естонії та Рауднаський волосний старшина. 
Під час німецько-радянської війни був евакуйований до міста Кірова Російської РФСР.
Подальша доля невідома. Помер у 1993 році.